# I Won't Give In
I Won't Give In è un singolo del gruppo musicale britannico Asking Alexandria, pubblicato il 27 maggio 2015 come primo estratto dal quarto album in studio The Black.

## Descrizione
Il brano segna la prima pubblicazione del gruppo insieme al cantante Denis Stoff, subentrato a Danny Worsnop agli inizi del 2015.

## Video musicale
Il video, diretto da Steven Contreas, è stato pubblicato il 23 settembre 2015 attraverso il canale YouTube della Sumerian Records rappresenta un collage di filmati tratti dalla tournée tenuta dal gruppo tra la primavera e l'estate di quell'anno.

## Tracce
1. I Won't Give In – 3:51

## Formazione
Gruppo
- Denis Stoff – voce
- Ben Bruce – chitarra solista, voce
- Cameron Liddell – chitarra
- Sam Bettley – basso
- James Cassells – batteria

Altri musicisti
- Joey Sturgis – pianoforte, sintetizzatore, orchestra, coro, programmazione, foley, sound design

Produzione
- Joey Sturgis – produzione, ingegneria del suono, missaggio, mastering
- Chuck Alkazian – registrazione e ingegneria parti di batteria
- Josh Karpowicz – assistenza tecnica parti di batteria
- Sam Graves – montaggio parti di batteria, ingegneria e montaggio parti di chitarra e basso, ingegneria parti vocali
- Joe Graves – ingegneria parti vocali
- Nick Matzkows – ingegneria parti vocali

## Classifiche
| Classifica (2015)             | Posizione massima |
| ----------------------------- | ----------------- |
| Stati Uniti (mainstream rock) | 16                |